# 265. strelska divizija (ZSSR)
265. strelska divizija (izvirno rusko 265. стрелковая дивизия; kratica 265. SD) je bila strelska divizija Rdeče armade v času druge svetovne vojne.

## Zgodovina
Divizija je bila ustanovljena leta 1941 v Leningradu.